# Kevade unelm
Kevade unelm (zu deutsch Frühlingstraum) ist der Titel eines estnischen Stummfilms von Voldemar Päts aus dem Jahr 1927.

## Inhalt
Im Mittelpunkt des Films steht eine Liebesgeschichte. Kevade unelm zeigt auch Einstellungen aus dem Vogelschutzparadies um die estnische Ostsee-Insel Vilsandi.

## Produktionsnotizen, Veröffentlichung
Regisseur der Tragikomödie war der estnische Filmpionier Voldemar Päts (* 1902), ein Neffe des späteren estnischen Staatspräsidenten Konstantin Päts. Er drehte Kevade unelm als reinen Unterhaltungsfilm. In dem Film spielt auch Voldemar Päts’ Ehefrau Olga (geborene Kaparjost) mit.
Produktionsfirma war der 1925 gegründete Film-Klubi, dessen cineastisch interessierte Mitglieder sich eine Weiterentwicklung und Professionalisierung der estnischen Filmindustrie auf die Fahnen geschrieben hatten.
Der Film hatte am 6. Dezember 1927 Premiere. Er ist nur unvollständig erhalten. Das Filmnegativ und die vorhandenen Kopien wurden 1933 beim Brand des Tallinner Kinos Endla vernichtet.

## Kritik
Die Zeitung Rahvaleht vom 17. Dezember 1927 zeigte sich im Vergleich mit dem im selben Jahr gedrehten estnischen Spielfilm Noored kotkad enttäuscht über Kevade unelm:

„Während der eine Woche zuvor in Tallinn aufgeführte Film ‚Kevade unelm‘ Enttäuschung brachte, weil es dort weder eine tragende Idee, noch gute schauspielerische Leistungen oder technisch gute Aufnahmen gab, weckt der Film ‚Noored kotkad‘ erneut den Glauben an die Zukunft der estnischen Filmindustrie.“